# Буферна зона

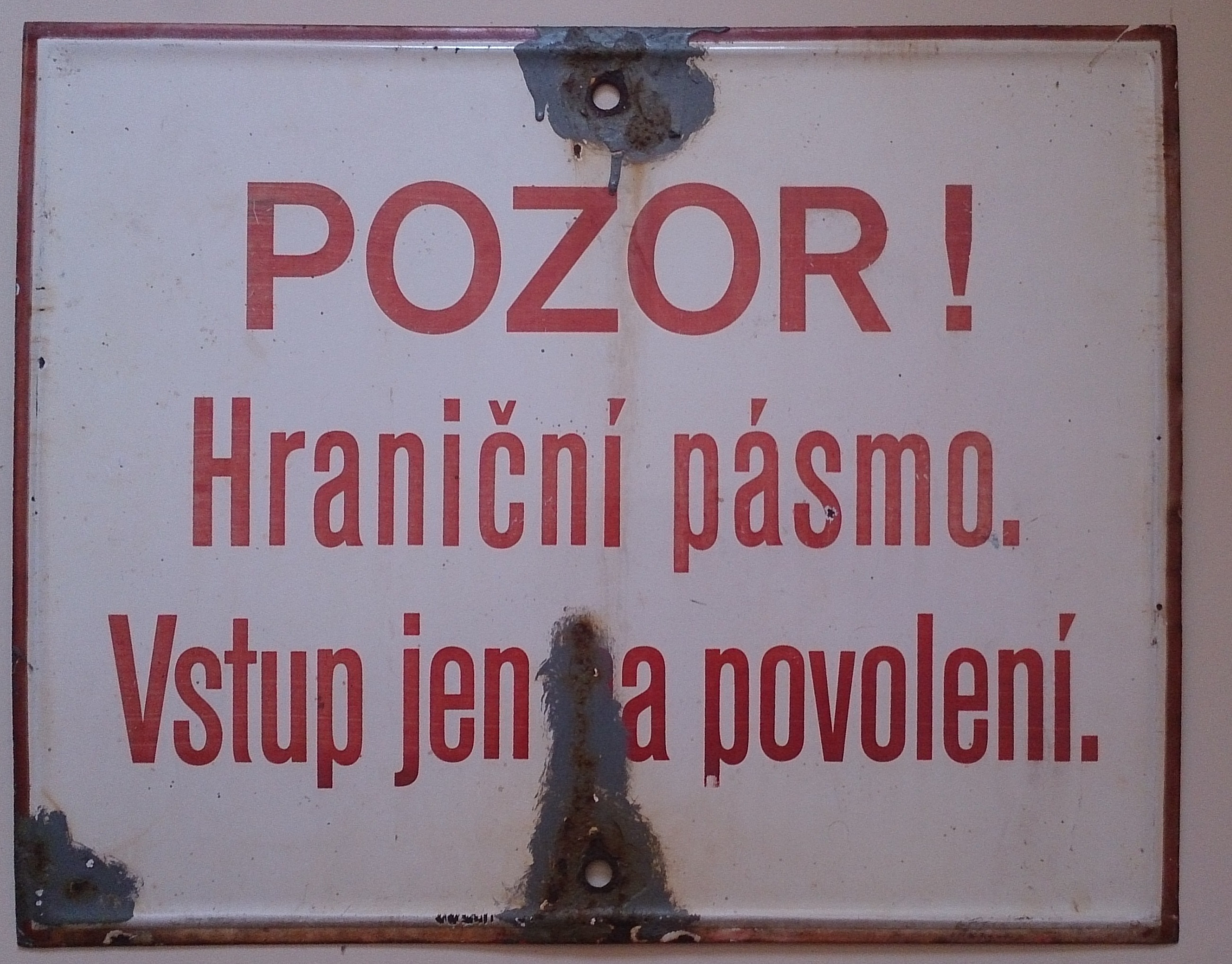
Чехословаччина підпис початку 80-х, надає інформацію про в'їзд в прикордонну зону. "УВАГА! Прикордонна зона. Вхід на авторизацію.

Буферна зона — район, який має на меті збереження двох або більше інших районів (часто, але не обов'язково, держав), на відстані один від одного, з тієї чи іншої причини. Основними типами буферних зон є демілітаризовані зони, деякі обмежувальні зони і зелені пояси. Такі зони можуть бути, але не обов'язково, у складі суверенної держави, утворюючи буферну державу.
Буферні зони можуть бути створені для запобігання насильству, захисту довкілля, захисту житлових та комерційних зон від промислових аварій або стихійних лих, запобігання ув'язнених від намірів врятуватися і швидкого захоплення заручників або втечі, або, можливо, інших причин.
Буферні зони часто реалізуються у вигляді великих нежилих регіонів (за аналогією з природними заповідниками, але без туризму), які самі по собі є досить унікальними в багатьох частинах світу.